# حصن تلة

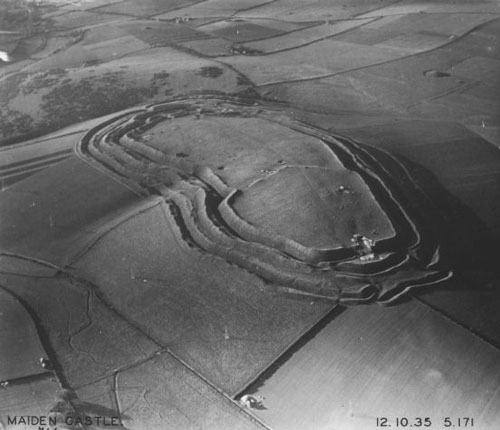
قلعة مايدن في إنجلترا وتعد أكبر التلال في أوروبا.

حصن التلة أو حصن الرابية هو نوع من أعمال الأرض التي تستخدم كملاذ محصن أو مستوطنة دافع، وتقع لاستغلال ارتفاع في الارتفاع من أجل ميزة دفاعية. وهي عادة أوروبية ومن العصر البرونزي أو العصر الحديدي. وقد استخدم بعضها في فترة ما بعد الرومان. وتتبع التحصينات عادة معالم التل وتتكون من خط واحد أو أكثر من المصانع الأرضية، مع الجوارب أو الجدران الدفاعية، والخنادق الخارجية. تطورت التلال في العصر البرونزي المتأخر والعصر الحديدي المبكر، تقريبا بداية الألفية الأولى قبل الميلاد، واستخدمت في العديد من المناطق السلطانية في أوروبا الوسطى والغربية حتى الغزو الروماني.

## التسمية
ويستخدم كل من «حصن التل» و «حصن التل» و «هيلفورت» في الكتابات الأثرية. وكلها تشير إلى موقع مرتفع مع واحد أو أكثر من مصنوعة من الأرض والحجر و/أو الخشب، مع خندق خارجي. تم التخلي عن العديد من التلال الصغيرة في وقت مبكر، مع أكبر وأعظم منها أعيد تطويرها في وقت لاحق. وبعض حصون التل تحتوي على منازل.
وتوجد على جانبي التلال أعمال أرض مماثلة ولكنها أصغر وأقل قدرة على الدفاع عنها. وتعرف هذه بالأقواس المنحدرة من التلال وربما كانت أقلام للحيوانات.

## التسلسل الزمني
هم الأكثر شيوعًا خلال الفترات المتأخرة:
- ثقافة Urnfield والعصر البرونزي الأطلسي [6] (1300 قبل الميلاد - 750 قبل الميلاد) العصر البرونزي
- ثقافة هالستات (حوالي 1200 قبل الميلاد - 500 قبل الميلاد) العصر البرونزي المتأخر إلى العصر الحديدي المبكر
- ثقافة La Tène (سي 600 قبل الميلاد - 50 بعد الميلاد) العصر الحديدي المتأخر

شهدت أوروبا ما قبل التاريخ تزايد عدد السكان. وتشير التقديرات إلى أنه في حوالي 5000 قبل الميلاد خلال العصر النيوليثي بين 2 مليون و 5 ملايين نسمة كانوا يعيشون في أوروبا؛ وفي أواخر العصر الحديدي كان عدد سكانها يقدر بحوالي 15 إلى 30 مليون نسمة. خارج اليونان وإيطاليا، التي كانت أكثر كثافة سكانية، كانت الغالبية العظمى من المستوطنات في العصر الحديدي صغيرة، مع ما لا يزيد عن 50 من السكان. وكانت التلال هي الاستثناء، وكانت موطن ما يصل إلى 1000 شخص. ومع ظهور الأوبيدا في أواخر العصر الحديدي، يمكن أن تصل المستوطنات إلى ما يصل إلى 10 000 نسمة. ومع تزايد عدد السكان زاد تعقيد مجتمعات ما قبل التاريخ. حوالي 1100 قبل الميلاد ظهرت التلال وانتشرت في القرون التالية في أوروبا. وهي تخدم مجموعة من الأغراض، وهي مراكز قبلية متنوعة، وتدافع عن الأماكن، وتثير النشاط الشعائري، وأماكن الإنتاج.
خلال فترة سي الهالستات، أصبحت التلال نوع الاستيطان المهيمن في غرب المجر. وصف يوليوس قيصر التلال الكبيرة المتأخرة من العصر الحديدي التي واجهها خلال حملاته في غول بأنها أوبيدا. وبحلول هذا الوقت أصبحت أكبر المدن أكثر شبها بالمدن من الحصون وتم استيعاب العديد منها كمدن رومانية.
وكثيرا ما احتلت الجيوش الغزاة التلال، ولكن في مناسبات أخرى تم تدمير التلال، وطرد السكان المحليين قسرا، وتركوا التلال مهجورة. على سبيل المثال، تم طرد هضبة سولسبري وهجرها خلال الغزو البلجيكي لجنوب بريطانيا في القرن الأول قبل الميلاد. وفي بعض الأحيان أعيد احتلال الحصون المهجورة وإعادة تحصينها في ظل التهديد المتجدد بالغزو الأجنبي، مثل حروب الدوق في ليتوانيا، والغزوات المتعاقبة لبريطانيا من قبل الرومان والساكسونيين والفيكينغز.

## التاريخ
ركزت الحفريات في التلال في النصف الأول من القرن العشرين على الدفاعات، استنادا إلى افتراض أن التلال تم تطويرها في المقام الأول للأغراض العسكرية. بدأ الاستثناء من هذا الاتجاه في الثلاثينات من القرن العشرين بسلسلة من الحفريات التي قام بها مورتيمر ويلر في قلعة ماين، دورسيت. من 1960 فصاعدا، حول علماء الآثار اهتمامهم إلى المناطق الداخلية من التلال، وإعادة النظر في وظيفتها. وفي الوقت الحالي، يعتبر علماء الآثار في مرحلة ما بعد المعالجة التلال رموزا للثروة والسلطة. وقد صرح مايكل أفيري عن وجهة النظر التقليدية لقوات التلال بقوله: «كان السلاح الدفاعي النهائي لما قبل التاريخ الأوروبي هو تلة الألفية الأولى B.C». وعلى النقيض من ذلك، كتب البروفيسور رونالد هوتون في مجلة أعضاء التراث الإنجليزي في آذار/مارس 2020 «يبدو الآن أنها كانت أماكن تجمع حيث تلتقي الأسر الزراعية موسميا».

## أنواع
وإلى جانب التعريف البسيط لهيلفورت، هناك تباين كبير في الأنواع والفترات من العصر البرونزي إلى العصور الوسطى. وهنا بعض الاعتبارات المتعلقة بالمظهر العام والطوبولوجيا، والتي يمكن تقييمها من دون حفريات أثرية:
- الموقع
  - محيط التل موقع داخلي مع موقع دفاعي على قمة التل محاط بأسوار اصطناعية أو منحدرات طبيعية شديدة الانحدار من جميع الجوانب. أمثلة: برنت الربوة، جبل الحكومي.
  - الداخلية الرعن: موقف دفاعي داخلي على حافة أو حفز مع منحدرات شديدة الانحدار على الجانبين 2 أو 3، وأسوار اصطناعية على نهج المستوى الآخر. مثال: لامبرت القلعة.
  - Interfluvial: رعن فوق التقاء نهرين، أو في منعطف من التعرج. أمثلة: Kelheim, Miholjanec.
  - الأراضي المنخفضة: موقع داخلي بدون مزايا دفاعية خاصة (ربما باستثناء المستنقعات)، ولكنه محاط بأسوار اصطناعية؛ نموذجية من استقر في وقت لاحق oppida. أمثلة: قلعة البكر، Old Oswestry, مخيم ستونيا.
  - جرف البحر: هلال شبه دائري من الأسوار يتراجع إلى جرف البحر المستقيم؛ شائع على سواحل المحيط الأطلسي الصخرية، مثل أيرلندا وويلز. أمثلة: قلعة داو، Dinas Dinlle, دون Aengus.
  - رعن البحر: ترابية خطية عبر رقبة ضيقة من الأرض تؤدي إلى شبه جزيرة ذات منحدرات شديدة الانحدار إلى البحر من ثلاث جهات؛ شائعة على سواحل المحيط الأطلسي البادئة، مثل أيرلندا وكورنوال وبريتاني وغرب ويلز. أمثلة: هويلغوات; مقالب وغيرها حصون الرعن في كورنوال.
  - المنحدرة الضميمة أو ضميمة منحدر التل: أعمال ترابية أصغر على سفوح التلال المنحدرة بلطف؛ لا يوجد موقف دفاعي كبير. أمثلة: مخيم Goosehill, مخيم بلينزفيلد، حلقة تريندل.
- المنطقة
  - > 20 ها: حاويات كبيرة جدا، واسعة جدا للدفاع، وربما تستخدم للحيوانات المستأنسة. مثال: بيندون هيل.
  - 1-20 ها: دافعت عن مناطق كبيرة بما يكفي لدعم الاستيطان القبلي الدائم. مثال: Scratchbury Camp
  - < 1 هكتار: حاويات صغيرة، من المرجح أن تكون المزارع الفردية أو الأقلام الحيوانية. مثال: حلقة تريندل.
- الأسوار والجدران الخنادق
  - Univallate: دائرة واحدة من أسوار الضميمة والدفاع. مثال: سولسبوري هيل.
  - Bivallate : دائرة مزدوجة من أعمال الحفر الدفاعية. مثال: Battlesbury Camp.
  - Multivallate: أكثر من طبقة واحدة من أعمال الحفر الدفاعية، قد لا تكون الأعمال الخارجية دوائر كاملة، ولكنها تدافع عن أضعف الطرق؛ عادة ما تكون الدائرة الداخلية أصلية، مع إضافة الدوائر الخارجية لاحقا. مثال: قلعة كادبوري.
- المداخل
  - افتتاح بسيطة: قد تشير إلى ضميمة، بدلا من موقف دافع؛ في بعض الأحيان قد تتحول الأسوار الرئيسية إلى الداخل أو الخارج، ويتم توسيعها وتشديدها للتحكم في المدخل. مثال: Dowsborough.
  - Holloway الخطي: الغارقة لين مع زوج متوازي من الأسوار المستقيمة التي تهيمن على المدخل؛ إسقاط إما إلى الداخل أو الخارج أو تتداخل أحيانا على طول السور الرئيسي. مثال: Norton Camp.
  - مجمع: أعمال خارجية متداخلة متعددة؛ أسوار متعددة الطبقات متداخلة أو معشق؛ طريقة مدخل التعرج، منصات حبال وخطوط مخططة جيدا من النار. مثال: قلعة البكر.

وكانت بعض الحصون أيضا مستوطنات، في حين أن بعضها الآخر كان محتلا موسميا فقط، أو في أوقات الصراع. وتكشف الحفرياتالأثرية عن المزيد عن تواريخ الاحتلال وأساليب الاستخدام. وتشمل الخواص النموذجية للحفر ما يلي:
- الأسوار والخنادق
  - العمق الأصلي وملامح الخنادق.
  - بناء سور: murus gallicus ، pfostenschlitzmauer .
  - بيوت الحراسة والمداخل المحمية.
- الاستيطان والاحتلال
  - المنصات المرتفعة والدور المستديرة والصوب الطويلة .
  - ثقوب دعائية لأكواخ الحبوب المستطيلة.
  - حفر لتخزين المواد الغذائية، souterrains ، fogous .
  - فخار
  - العملات المعدنية والمجوهرات والكنوز.
- المعابد والمدافن وقت السلم
  - المنصات وأسس المعبد.
  - القبور والقرابين
- حرب
  - الأسلحة: مقلاع، دروع، دروع، سيوف، فؤوس، رماح، سهام.
  - الحصار والغزو: مسامير ملولبة، طبقات رماد، أحجار مزججة، ثقوب أعمدة محترقة.
  - المدافن في زمن الحرب: عادة خارج الأسوار:
    - مدافن فردية معاصرة من قبل السكان المحليين.
    - حُفر قبور جماعية حفرها جيش فاتح.

## حسب البلد

### بريطانيا العظمى
كان سبب ظهور التلال في بريطانيا، وهدفها، موضوع نقاش. وقد قيل إنها يمكن أن تكون مواقع عسكرية بنيت ردا على الغزو من أوروبا القارية، أو المواقع التي شيدها الغزاة، أو رد فعل عسكري للتوترات الاجتماعية الناجمة عن تزايد عدد السكان وما يترتب على ذلك من ضغط على الزراعة. كان الرأي السائد منذ الستينات هو أن الاستخدام المتزايد للحديد أدى إلى تغييرات اجتماعية في بريطانيا. وكانت رواسب خام الحديد موجودة في أماكن مختلفة إلى خام القصدير والنحاس اللازم لصنع البرونز، ونتيجة لذلك تحولت أنماط التجارة وفقدت النخب القديمة وضعها الاقتصادي والاجتماعي. السلطة مرت في أيدي مجموعة جديدة من الناس. يعتقد عالم الآثار باري كونليف أن الزيادة السكانية لا تزال تلعب دورا وقد قال "وفرت الحصون إمكانيات دفاعية للمجتمع في تلك الأوقات عندما اندلع الإجهاد [من عدد متزايد من السكان] إلى الحرب المفتوحة. ولكن لم أكن لأرى أنها بنيت لأن هناك حالة من الحرب. وسوف تعمل كمعاقل دفاعية عندما تحدث توترات ولا شك أن بعضها قد تعرض للهجوم والتدمير، ولكن لم أكن لأرى أنها بنيت لأن هناك حالة من الحرب. وستعمل كمعاقل دفاعية عندما تحدث توترات ولا شك في أن بعضها قد تعرض للهجوم والتدمير، ولكن هذا لم يكن العامل الوحيد، بل والأهم في بنائها.
تُعرف التلال في بريطانيا من العصر البرونزي، ولكن الفترة العظيمة من بناء التلال كانت خلال العصر الحديدي، بين 700 قبل الميلاد والغزو الروماني لبريطانيا في عام 43 ق م. احتل الرومان بعض الحصون، مثل الحامية العسكرية في هود هيل، ومعبد برين داون، ولكن تم تدمير وهجر آخرين. كانت البقايا المعبرة جزئياً عن ما بين 28 40 من الرجال والنساء والأطفال في قلعة كادبيري تعتقد من قِبَل الحفريات أنها توريط سكان كادبيري في ثورة اندلعت في السبعينات من القرن العشرين (معاصرة تقريباً لتلك التي اندلعت في بوديكا في شرق إنجلترا)، على الرغم من التشكيك في هذا من قِبَل الباحثين اللاحقين. ومع ذلك، فإن وجود الثكنات على التلال في العقود التي تلت الغزو يشير إلى صراع مستمر لقمع المعارضة المحلية.
قلعة السيدة في دورسيت هي أكبر قلعة في إنجلترا. وحيثما كان النفوذ الروماني أقل قوة، مثل أيرلندا غير المدعومة وشمال اسكتلندا غير المدعومة، كانت التلال لا تزال مبنية ومستخدمة لعدة قرون أخرى.
هناك أكثر من 2000 من تلال العصر الحديدي المعروفة في بريطانيا منها ما يقرب من 600 في ويلز. دانبوري في هامبشاير، هو أكثر تلال العصر الحديدي تحقيقا في بريطانيا، فضلا عن نشر على نطاق واسع.
قلعة كادبري، سومرسيت هي الأكبر بين الحصون التي أعيد احتلالها في أعقاب نهاية الحكم الروماني، للدفاع ضد غارات القراصنة، والغزوات الأنجلوسكسونية. المقبرة خارج بوندبوري هيل تحتوي على المدافن المسيحية التي تواجه الشرق من القرن الرابع الميلادي. في ويلز، كانت التلة في ديناس بويس عبارة عن تلة في العصر الحديدي في وقت متأخر أعيد احتلالها من القرن الخامس والسادس الميلادي ؛ وبالمثل في كاستيل ديناس برن أعيد استخدام تلة من c.600 BCE في العصور الوسطى، مع قلعة حجرية بنيت هناك في القرن الثالث عشر CE.
كما تم دمج بعض التلال من العصر الحديدي في الأعمال البرية الحدودية في العصور الوسطى. على سبيل المثال Dyke أوفا، وهو عمل أرضي خطي يعود إلى القرن التاسع الميلادي، ويستخدم ramparts غرب وجنوب غرب Llanymynech helfort. وبالمثل تم دمج هيلفورت في أولد أوسويستري في دايك في العصور الوسطى المبكرة. كانت وانسدايك عبارة عن عمل أرضي خطي جديد متصل بالتلال الموجودة في مايس نول، والتي حددت الحدود السلتية الساكسونية في جنوب غرب إنجلترا خلال الفترة 577-652 ق م.
أعيد احتلال بعض التلال من قبل الأنجلو-ساكسونيين خلال فترة غارات الفايكنج. أنشأ الملك ألفريد شبكة من التلال الساحلية ومراكز المراقبة في وسكس، التي ربطها طريق هيريباث، أو الجيش، مما مكن جيوشه من تغطية تحركات الفايكنج في البحر. على سبيل المثال، انظر قلعة داو ومعركة سينويت.
وقد اقتُرح على أساس أدلة معقولة أن العديد من ما يسمى بفروش التلال قد استُخدمت لتوها في صناعة الماشية أو الخيول أو غيرها من الحيوانات المستأنسة. ومع ذلك، فإن الهيكل المبني لإرسال الحيوانات لا يحتاج إلا إلى جدار واحد أو «حلقة» واحدة، فإن سلسلة من «الحلقات» المركزة تشير إلى نية لتوفير الدفاع بعمق. والواقع أن الأمثلة الضخمة في بيندون هيل وبثامبتون داون تتجاوز 50 فداناً (20 هكتاراً). حتى تلك التي كانت مستوطنات دفاعية في العصر الحديدي كانت تستخدم في بعض الأحيان لتجمع الحيوانات في فترات لاحقة. على سبيل المثال، انظر قلعة كوني، دوليبري وارن وبيلسدون بين. ومع ذلك، من الصعب إثبات أن الناس بالتأكيد لم يمسوا هناك، حيث أن الافتقار إلى الأدلة ليس دليلا على الغياب.

### أوروبا الوسطى
الشكل السائد من بناء rampart هو pfostenschlitzmauer ، أو على غرار كيلهايم.

#### فترة الهجرة
خلال فترة العصور القديمة المتأخرة أو الهجرة، تم إنشاء عدد كبير من مستوطنات التلال على كل من الأراضي الإمبراطورية الرومانية والتربة الجرمانية. غير أن هذا المصطلح يشمل مجموعة واسعة من المستوطنات المختلفة جدا في مواقع عالية. على الأقل القليل من المستوطنات الجرمانية كانت محمية بالتحصينات. على عكس الرومان، ومع ذلك، الجرمان لم يستخدموا الهاون في ذلك الوقت لبنائها. ومن بين أفضل مستوطنات التل المعروفة في ألمانيا روندر بيرغ بالقرب من باد أوراش وجيلبي بورغ بالقرب من ديتنهايم. حتى في المناطق البعيدة عن الإمبراطورية الرومانية، مثل جنوب السويد، تم العثور على العديد من مواقع التلال في هذه الفترة.

### البرتغال واسبانيا
إن غاليسيا، أستورياس، كانتابريا، إقليم الباسك، أوفينس أوف أفيلا وشمال البرتغال ، كاسترو هي قرية محصنة قبل العصر الحديدي الروماني ، وتقع عادة على تلة أو مكان يمكن الدفاع عنه بسهولة طبيعية. كما يطلق على التلال في أرجر اسم المدن أو المدن أو المدن. كانت تقع على قمم التلال ، مما سمح للسيطرة التكتيكية على الريف المحيط وتوفير الدفاعات الطبيعية. وعادة ما كان بوسعهم الوصول إلى الربيع أو الخور الصغير لتوفير المياه ؛ حتى أن البعض كان لديه خزانات كبيرة لاستخدامها أثناء الصفيح. عادة ، كان كاسترو واحد إلى خمسة جدران الحجر والأرض ، مما يكمل الدفاعات الطبيعية للتل. المباني في الداخل ، معظمها دائرية الشكل ، بعضها مستطيل الشكل وكان طوله حوالي 3.5-15 مترا (11-49 قدما)؛ كانت مصنوعة من الحجر مع أسقف من السقف يرتاح على عمود الخشب في وسط المبنى. في الأوبيدا الكبرى كانت هناك شوارع منتظمة ، مما يشير إلى شكل من أشكال التنظيم المركزي. وتختلف مساحة كاستروس من أقل من هكتار إلى حوالي 50 هكتار ، وتم التخلي عن معظمها بعد الغزو الروماني للإقليم.
تم إنشاء العديد من الكاستروس بالفعل خلال فترة العصر البرونزي الأطلسي ، التي يرجع تاريخها إلى ما قبل ثقافة هالستات.
العديد من الحيوانات الضخمة من العصر البرونزي مثل menhers وdolmens ، التي تقع في كثير من الأحيان بالقرب من كاستروس ، وأيضا قبل التاريخ سيلتس في البرتغال ، أستورياس وغاليسيا وكذلك في فرنسا الأطلسية وبريطانيا وأيرلندا. هذه الكهوف الضخمة ربما أعيد استخدامها في الطقوس المتزامنة من قبل الدرويدات الكلتية.
واحتل شعب سلتيبيري منطقة داخلية في وسط شمال إسبانيا ، متداخلة في الوديان العليا لإبرو ودورو وتاجو. وبنوا التلال ، ومدن التلال المحصنة ، وأوبيدا ، بما في ذلك نومانتيا.

### إستونيا
إن الكلمة الإستونية لهيلفورت هي "linnam  gi"، والتي تعني «هيلفورت» أو «هيلبورج». هناك عدة مئات من التلال أو مواقع التلال القديمة المفترضة في جميع أنحاء إستونيا. وبعضها ، مثل تومبيا في تالين أو تومياغي في تارتو ، هي مراكز حكم تستخدم منذ العصور القديمة حتى اليوم. البعض الآخر ، مثل فاربولا هي مواقع تاريخية في الوقت الحاضر.
ومن المرجح أن التلال الإستونية كانت في مراكز إدارية واقتصادية وعسكرية للقبائل الإستونية قبل المسيحية. وعلى الرغم من أن بعضها لم يستخدم على الأرجح إلا في أوقات الأزمات ووقف فارغاً في وقت السلم (على سبيل المثال سونتاجانا في أبرشية كونغا ، مقاطعة بيرنو).

### فنلندا
والكلمة الفنلندية لهيلفورت هي linnavuori (والجمع linnavuoret) وتعني حصن التل أو قلعة التل، أو بدلاً من ذلك muinaislinna وتعني الحصن القديم وفي المقابل bare linna والتي تشير إلى التحصينات في القرون الوسطى أو في وقت لاحق.
سمة خاصة عن التلال الفنلندية التي في حين أن معظمها تقع هذه الأيام على بعد مسافة ما من البحر ، ولكن في وقت سابق العديد من الحصون كانت تقع عن طريق البحر ، بسبب الانتعاش بعد الجليدية.
وفنلندا لديها حوالي 100 من التلال التي تم التحقق منها عن طريق الحفريات ، وحوالي 200 موقع آخر مشتبه فيه. أكبر تلة في فنلندا هي قلعة رابولا ، واحدة أخرى ملحوظة هي قلعة لييتو القديمة.

### أيرلندا
ويوجد على نطاق واسع في أيرلندا من العصر البرونزي والعصر الحديدي. وهي عبارة عن هياكل دائرية كبيرة يتراوح حجمها بين 1 و40 فدانًا (الأكثر شيوعًا من 5 إلى 10 فدانًا)، ويغطيها جدار حجري أو رامبارت أرضي أو كليهما. وكان من شأن هذه المراكز أن تشكل مراكز قبلية هامة يعيش فيها رئيس المنطقة أو ملكها مع أسرته الموسعة ويدعمون أنفسهم بالزراعة وتأجير الماشية إلى قاعدتهم.
هناك حوالي 40 من التلال المعروفة في أيرلندا. إن ما يقرب من 12 متعددات القوى كما يميزها التجاذبات المتعددة ، أو شاحنات مضادة ضخمة (بنك خارجي). المثال المفروض في Mooghaun يدافع عنه جدران حجرية متعددة.
ويتعين على المرء أن يحرص على عدم الخلط بين حصن التل و 'حلبة' ــ مستوطنة تعود إلى القرون الوسطى ــ وهي سمة أثرية مشتركة في مختلف أنحاء جزيرة أيرلندا بالكامل ، والتي يعرف منها أكثر من 40 000 مثال ؛ ويدعي أحد المصادر أنه قد يكون هناك 10 000 محارب غير مكتشفة.
بعض التلال لديها كريات داخل حدودها وهناك العديد من التخمينات حول هذه الظاهرة ، وتتراوح النظريات من كونها ديانة طائفية غريبة إلى مجرد صدفة نفس النوع من المنطقة التي يحبها كلاهما. (أعلى التلال مع وجهات النظر القيادية للجوار المحلي)، الحفريات في فريستون هيل في مقاطعة كيلكيني أظهرت أن هناك حقا خندق قطع حول cirn ، دليل على أن لديهم احترام للسمة بغض النظر عما قرروا أن يعتقدون حول ذلك.

### لاتفيا
إن الكلمة اللاتفية لهيلفورت هي bilskalns (الجمع: pilskalni)، من الأكوام (القلعة) والقلعة (التل).
ولا توفر التلال في لاتفيا وظائف عسكرية وإدارية فحسب ، بل هي أيضا مراكز ثقافية واقتصادية لبعض المناطق. وكانت التلال اللاتفية عموما جزءا من مجمع يتألف من القلعة الرئيسية ، والمستوطنة حولها ، وحقل أو أكثر من حقول الدفن والمواقع الطقوسية القريبة. ظهرت أولى التلال في لاتفيا ، مثل Daugmale hilfort ، خلال العصر البرونزي. وكان بعضها مأهولاً باستمرار حتى أواخر العصر الحديدي.
أثناء العصر الحديدي الروماني ، كانت بعض التلال اللاتفية (مثل كيكيفوتكالن) مهجورة أو أصبحت قليلة السكان. بدأت فترة جديدة في تطوير التلال خلال القرن الخامس والثامن الميلادي ، عندما ظهرت العديد من التلال الجديدة ، في معظم الحالات ، على طول الطرق التجارية الرئيسية - الأنهار. أثناء القرنين العاشر والحادي عشر ، تحولت بعض حصون التلال إلى حصون عسكرية ذات تحصينات قوية (مثل حصون التلال في تيرفيتي وتالسي وميزوتن). ويعتبر بعضها مراكز سياسية هامة للشعوب المحلية التي كانت في هذه الفترة عرضة لتغيرات سياسية اجتماعية خطيرة. وكانت تلك الفترة معروفة بالاضطرابات والأنشطة العسكرية ، فضلا عن الصراعات على السلطة بين الطبقة الأرستقراطية المحلية. معظم التلال اللاتفية تم تدميرها أو هجرها خلال الحملة الصليبية الليفونية في القرن الثالث عشر ، ولكن بعضها لا يزال يستخدم في القرن الرابع عشر. في المجموع ، هناك حوالي 470 من التلال في لاتفيا.

### ليتوانيا
إن الكلمة الليتوانية لهيلفورت هي piliakalnis (والجمع piliakalniai)من pilis (= قلعة) kalnas (= جبل ، تلة).
لدى ليتوانيا تلال تعود إلى العصر البرونزي في الألفية الأولى قبل الميلاد. وتوجد أقرب الأمثلة في ليتوانيا في الوقت الحاضر في شرق البلد. ومعظم هذه الحصون بنيت أو توسعت بين القرنين الخامس والخامس عشر ، عندما استخدمت في حروب الدوق ، وضد غزو فرسان التيوتونيك من الغرب. وكانت هذه التحصينات عادة خشبية ، على الرغم من أن بعضها كان يحتوي على جدران إضافية من الحجر أو الطوب. وكان التل ينحت عادة لأغراض دفاعية ، مع تسطيح القمة ، والمنحدرات الطبيعية جعلت أكثر حدة للدفاع.
خلال السنوات الأولى من دوقية ليتوانيا الكبرى Piliakalniai لعبت دورا رئيسيا في الصراعات مع النظام الليفوني وفرسان Teutonic. خلال هذه الفترة انخفض عدد piliakalniai المستخدمة ، ولكن تلك التي بقيت لديها تحصينات أقوى. لقد تطور خطان دفاعيان رئيسيان: أحدهما على طول نهر نيمان (ضد النظام التيوتوني) والآخر على طول الحدود مع ليفونيا. وبدأ خطان آخران في التشكل ، ولكنهما لم يتطورا بشكل كامل. كان أحدهما لحماية فيلنيوس ، العاصمة ، والخط الآخر في ساموغيتيا ، كان هدفا رئيسيا لكلا الأمرين. وقد فصل هذا الإقليم بين الأمرين وحال دون القيام بعمل مشترك بينهما وبين ليتوانيا الوثنية.
وفقاً لمجلة ليتوفوس piliakalni  atlasas (بالإنجليزية: Atlas of piliakalni في ليتوانيا)، كان هناك 826 بلياكالنياي في ليتوانيا. ويقدم بعض الباحثين ما مجموعه 840 من piliakalnis المعروفة في عام 2007 ؛ ومن المرجح أن يزداد هذا العدد مع اكتشاف المزيد منهم كل عام. إن أغلب البلياكالنياي تقع بالقرب من الأنهار وهي معرضة للخطر بسبب التحات: فقد انهار العديد منها جزئياً بعد أن جرف النهر الذي غمرته المياه من قاعدة التل. الآن حوالي 80 في المئة من piliakalniai مغطاة بالغابات ولا يمكن للزوار الوصول إليها.

### الدول الاسكندنافية وروسيا
في إسكندنافيا وشمال روسيا ، التلال هي تحصينات من العصر الحديدي والتي ربما كان لها عدة وظائف. وهي تقع عادة على قمم التلال والجبال باستخدام الهضاب والمستنقعات التي تعمل كدفاعات طبيعية. تم الدفاع عن أجزاء القمم الأكثر سهولة مع جدران من الحجر والجدران الخارجية في المنحدرات تحت شائعة. كما أن ما يسمى بالشوكة الدائرية والمغلقة شائعة حتى على الأرض المسطحة. في كثير من الأحيان الجدران لديها أجزاء متبقية من الحجر ، والتي ربما كانت دعم من النخيل. وغالبا ما يكون لديهم بوابات محددة جيدا ، والتي ربما كانت بواباتها من الخشب. وكثيرا ما تقع أحواض التلال ذات الجدران القوية إلى جانب الطرق التجارية القديمة ولها طابع هجومي ، في حين أن بعضها الآخر يتسم بالانعزال وكان محصناً بشكل ضعيف ، وربما كان ذلك لمجرد الاختباء أثناء الغارات.
وكانت العديد من الحصون ، التي تقع مركزيا في المناطق المكتظة بالسكان ، معاقل مستقرة بشكل دائم ويمكن أن تظهر آثارا لمستوطنات في الداخل والخارج على حد سواء. أسماء الأماكن القديمة التي تحتوي على عنصر sten/stein كانت عادة تلال.
في السويد ، هناك 1100 من التلال المعروفة مع تركيز قوي على الساحل الغربي الشمالي وفي شرق سفيالاند. في سودرمانلاند هناك 300، في أوبلاند 150، أوسترغوتلاند 130، و 90 إلى 100 في كل من بوهوسلان وغوتلاند. النرويج لديها حوالي 400 التلال ، والدانمرك لديها 26.